# Haydar Amoli
Pour les articles homonymes, voir Amoli.
 (mars 2023).
Ḥaydar Āmolī (nom complet: Bahâ al-Dîn Seyyed Haydar bin 'Alî bin Haydar al-'Obaidi al-Hossayni, persan : بهاء الدین سید حیدر بن علی بن حیدر العبيدي الحسيني) connu aussi comme Seyyed Haydar Amoli ou Mir Haydar Amoli, est un philosophe et soufi chiite (1320 - 1385 ou 1408). Principal disciple chiite et critique d'Ibn Arabi, selon Henry Corbin, Haydar Amoli constitue, de par son intégration d'Ibn Arabi à la gnose chiite, la figure principale qui, au XIVe siècle a préparé l'éclosion de l'école d'Ispahan.

## Biographie
Haydar Amoli est né à Amol, au sud de la mer Caspienne et à 200 km nord-est de Téhéran. Il était membre d'une grande famille de Sayyids de Amaol, et la population de sa ville était entièrement chiite. C'est là qu'il à d'abord étudié, des études, selon son propre témoignage, consacrées à la gnose mystique du chiisme duodécimain, et menées avec passion. Après quoi, il poursuit sa formation à Astarabad puis à Ispahan.
Un peu avant ses trente ans, il revient dans sa ville natale, où il devient le confident, puis le vizir (ministre) de Fakhr al-Dawla Hasan, dernier souverain de la dynastie des Bavandides. En 1349, année de l'assassinat de Fakhr ad-Dawla, il traverse une crise religieuse au terme de laquelle il embrasse le soufisme.
Il abandonne alors sa carrière administrative et politique pour revêtir la khirqa, l'habit des soufis, et il se rend dans différents sanctuaire chiites en Irak, puis à Jérusalem pour terminer par La Mecque et Médine, ville qu'il doit bientôt quitter pour des raisons de santé,.
Il semble qu'il ait passé le reste de sa vie en Irak. Il étudie à Badgad auprès de maîtres, et obtient l'autorisation d'enseigner (ijâza). Il quitte cette ville pour s'installer à Najdaf, où il vivra plus de trente ans. La dernière mention de son nom apparaît en 1385, date à laquelle il achève sa Risâlat al-ʿulûm al-ʿâlīya (« Traité des sciences sublimes »).

## Œuvre
On connaît en tout cas une partie de l'œuvre de Haydar Amoli grâce à une liste qu'il donne dans un de ses ouvrages.

## L'ésotérisme de l'Islam
L'enseignement d'Haydar tourne autour de deux thèses essentielles. La première considère le chiisme duodécimain en tant qu'ésotérisme de l'Islam et « Islam intégral ». Selon cette thèse, le chiisme repose sur l'équilibre entre charia (la loi islamique), haqiqa (la vérité spirituelle) et tariqa (la voie qui permet d'atteindre la vérité). Surtout, la haqiqa y est considérée comme l'ésotérique de la charia.

### Chiisme et soufisme
Selon la seconde thèse, les soufis sont les vrais chiites, et réciproquement les vrais chiites (ceux qui ne se contentent pas de la charia) sont de véritables soufis. En affirmant cela, Amoli souhaitait mettre fin à la lutte fratricide qui opposait soufisme et chiisme. Toutefois, Haydar Amoli a conscience de leurs différences, et sa thèse contient un  aspect critique : si les soufis sont dépositaires de la haqiqa, certains d'entre eux refusent la charia, ce qui les conduit à des extravagances qui débouchent sur les persécutions des littéralistes et des légalistes. D'autre part, leur dédain de la figure de l'imam à laquelle ils substituent celle du shaykh qui ne possède pas le même degré de légitimité les conduit à de graves errances.

#### La critique d'Ibn Arabi

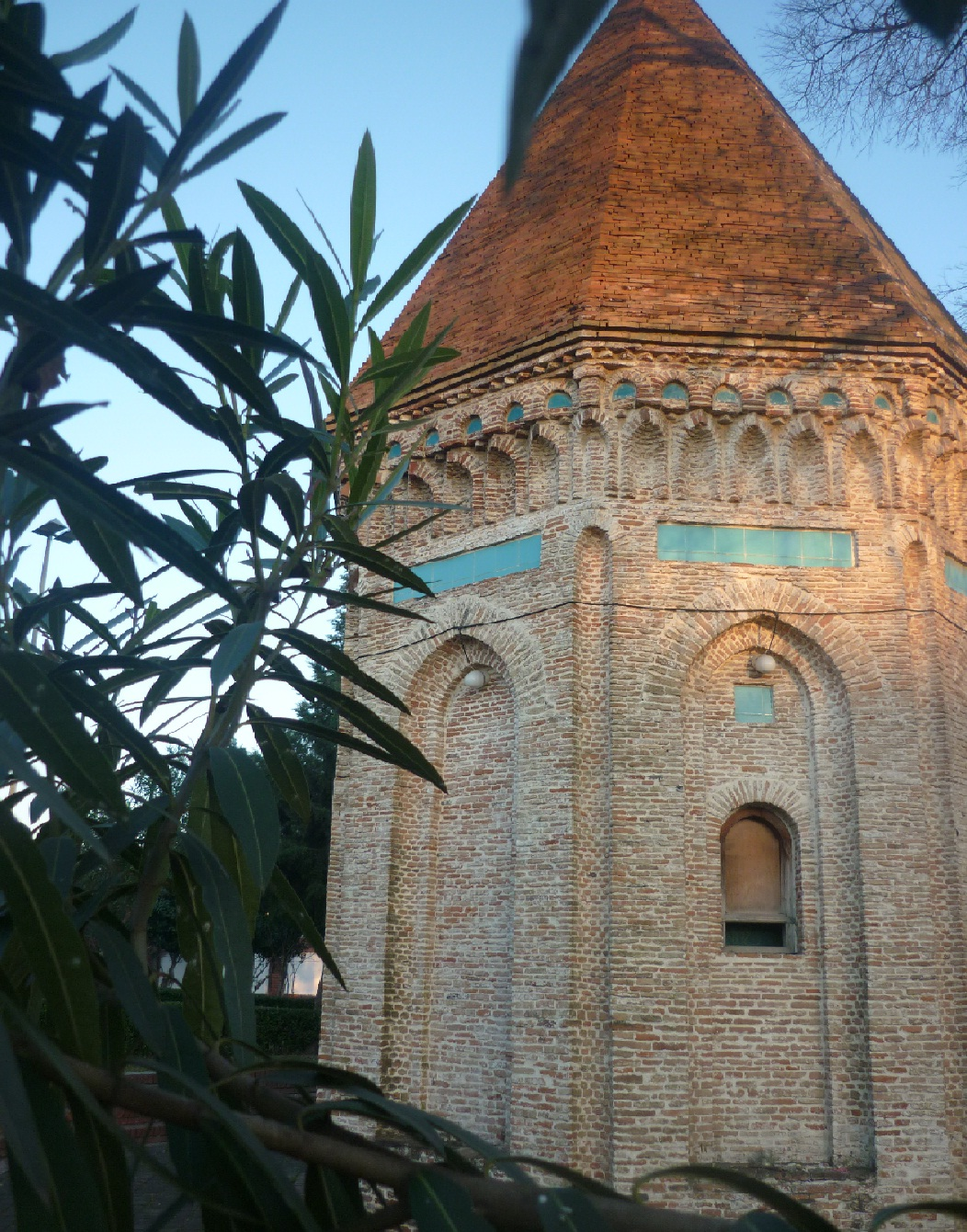
Le mausolée de Haydar Amoli.

Ainsi, malgré son admiration pour Ibn Arabi, Haydar n'hésite pas  à critiquer vivement la doctrine du shaykh selon laquelle Jésus serait le sceau de la walayat universelle, ce qui est inadmissible pour un chiite duodécimain selon qui ce sceau ne peut être que le douzième imam, présentement occulté.
Au-delà de ces critiques, Haydar Amoli souhaitait que les soufis prennent conscience de leur filiation chiite, car pour lui, ils sont des chiites qui ont oublié ou méconnu leur véritable origine.

## Le tawhid ontologique
On doit encore à Haydar, l'approfondissement décisif de la notion de « tawhid ontologique ». Inspiré de la métaphysique d'Ibn Arabi, le tawhid ontologique, dans la terminologie d'Haydar, s'oppose au « tawhid théologique » des théologiens orthodoxes et des exotéristes. Tandis le tawhid théologique se fonde exclusivement sur la  shahâda (l'affirmation « Lâ Ilâha illâ Allâh  —  Il n'y a de dieu que Dieu », qui constitue une partie de la  profession de foi musulmane)», le premier s'énonce ainsi : Laysa fî l'wujûd siwâ Allah (« il n'y a dans l'être que Dieu »). C'est là la thèse des théosophes mystiques, des ésotéristes de l'Islam qui fonde l'Unité/Unicité (Tawhid) dans l'être (divin), établissant l'équation : l'Un = l'Être.
Cette thèse a toujours été combattue par les théologiens qui ne voient là qu'un banal panthéisme, alors que son but est plus noble. Il s'agit de donner un fondement ontologique au pluralisme métaphysique des étants, des existants. Si Dieu est l'Acte pur d'être, alors le Seul Être fait être, il met en existence les existants multiples, car en dehors de l'être, il n'y a que le néant. Selon Haydar, l'acte d'être pur signifie que le Seigneur en tant que créateur est « l'Agent actif absolu » et que l'Univers est le « réceptacle absolu ». Ce que l'univers reçoit et qui est en lui l'agent, c'est la multiplicité des Noms, des attributs divins qui informent la création. Autrement dit, toute multiplicité est toujours nécesseirement théophanique à des degrés divers. La consistance ontologique de la multiplicité se trouve fondée et assurée. Et l'illusion qui consiste à croire que tout est illusion est dénoncée comme la dernière et la pire de toute. Haydar vise ici l'attitude et les doctrines de certains soufis obnubilés par le néant divin qui nihilise l'univers et détruit les bases de la religion (puisque selon eux, la création, le paradis, l'enfer, la résurrection sont des illusions). Finalement, l'ontologie intégrale d'Haydar Âmolî renvoie dos à dos les théologiens dogmatiques qui idolâtrent Dieu sans le connaître et les mystiques qui (oh ! folie) veulent s'anéantir en lui.
En synthétisant la théosophie d'Ibn Arabi et celle du chiisme duodécimain, l'œuvre d'Haydar a exercé une influence féconde sur ses deux courants en en montrant la profonde concordance interne.
Haydar a également contribué à l'identification du douzième imam, l'Imam caché avec le Paraclet annoncé dans l'Évangile de Saint Jean. Cette identification correspond, dans le chiisme duodécimain, à la révélation du sens spirituel du cycle de la prophétie, c’est-à-dire à la fin de l'occultation présente et au règne de la Walayat éternelle (la religion en vérité et en esprit). Cette identification a une connexion profonde avec l'annonce du règne du Saint Esprit et de l'Évangile éternel prophétisé en occident par Joachim de Flore.

#### Ouvrages d'Amoli publiés (mais non traduits)
- (fr + ar) La philosophie Shi'ite. : 1. Somme des doctrines ésotériques (Jâmî al-asrâr) ; 2. Traité de la connaissance de l'être (Fî ma'rifat al-wojûd)  (textes publiés avec une double introduction par Henry Corbin et Osman Yahiâ), Paris, Adrien Maisonneuve, coll. « Bibliothèque iranienne » (no 16), 1968 (présentation en ligne)Pagination et langues multiples / français : 76 p. d'introduction; arabe: 63 p. d'introduction et 832 p. de textes

- (fr + fa + ar) Le Texte des Textes (Nass al-Nosus). Commentaire sur les “Fosûs al-hikam” d’Ibn ‘Arabi. Les Prolégomènes  (Publiés avec une double introduction par Henry Corbin, en collab. avec Osman Yahiâ), Paris, Librairie d'Amérique et d'Orient Adrien Maisonneuve, coll. « Bibliothèque iranienne » (no 22), 1975 (lire en ligne)Pagination et langues multiplies / français: introduction, 46 p.; arabe: introduction, 30 p.; persan: texte, 545 p.

#### Études
- Henry Corbin, « Haydar Âmolî, théologien shî'ite du soufisme », dans En Islam iranien, Vol. III, Paris, Gallimard, 1972, p. 149-213
- Henry Corbin, « Sayyed Ḥaydar Âmolî VIIIe / XIVe siècle, théologien shî’ite du soufisme », dans Mélanges d’orientalisme offert à Henri Massé, Téhéran, Imprimerie de l'Université, 1963, (pagination multiple) (lire en ligne), p. 72-101
- Henry Corbin, « La Science de la balance et les correspondances entre les mondes en gnose islamique d’après l’œuvre de Haydar Âmolî VIIIe / XIVe siècle) », dans H. Corbin, Temple et contemplation. Essais sur l’Islam iranien, Paris, Flammarion, 1981
- (en) Etan Kohlberg, « ĀMOLĪ, SAYYED BAHĀʾ-AL-DĪN », sur iranicaonline.org, Encyclopædia Iranica, 2011 (consulté le 16 mars 2023)
- (en) Josef van Ess, « Ḥaydar-i Āmulī » , sur referenceworks.brillonline.com, Encyclopedia of Islam 2, 2012 (consulté le 16 mars 2023)